# Сорокин, Дмитрий Андреевич
Дми́трий Андре́евич Соро́кин (род. 27 сентября 1992, Хабаровск, Россия) — российский легкоатлет, специализирующийся в тройном прыжке. Чемпион России 2015 года в помещении. Мастер спорта России.

## Биография
Впервые в составе сборной России выступил в 2009 году на юношеском чемпионате мира в итальянском Брессаноне, где занял в квалификации 13-е место с результатом 14,73 м и не смог пробиться в финал.
В феврале 2011 года стал победителем первенства России среди юниоров, а в мае после победы на всероссийских соревнованиях в его допинг-пробе были найдены следы употребления запрещённого препарата карфедона. Решением Антидопинговой комиссии Всероссийской федерации лёгкой атлетики Сорокин был дисквалифицирован на 2 года.
Уже через полгода после возвращения к соревновательной деятельности стал вторым на чемпионате России в помещении — 2014 в тройном прыжке с личным рекордом 16,74 м. В летнем сезоне стал победителем командного чемпионата страны в Сочи, выполнив норматив мастера спорта международного класса — 16,96 м.
В 2015 году выиграл зимний чемпионат России (16,94 м) и отобрался на европейское первенство в Праге. В чешскую столицу Дмитрий прибыл одним из лидеров европейского сезона среди участников в мужском тройном прыжке. Он уверенно преодолел квалификацию, с первой же попытки выполнив необходимый норматив. Однако в финале прыжки не задались: с результатом 16,65 м он занял шестое место.
В январе 2017 года женился на украинской легкоатлетке Наталье Погребняк.
Тренируется в Хабаровске под руководством Александра Цыплакова. Обучался в ДВГУПС.

## Основные результаты
| Год  | Турнир                       | Место проведения   | Дисциплина     | Место        | Результат |
| ---- | ---------------------------- | ------------------ | -------------- | ------------ | --------- |
| 2009 | Чемпионат мира среди юношей  | Брессаноне, Италия | тройной прыжок | 13-е (квал.) | 14,73 м   |
| 2013 | Чемпионат России             | Москва, Россия     | тройной прыжок | 17-е         | 15,30 м   |
| 2014 | Чемпионат России в помещении | Москва, Россия     | тройной прыжок | 2-е          | 16,74 м   |
| 2014 | Командный чемпионат России   | Сочи, Россия       | тройной прыжок | 1-е          | 16,96 м   |
| 2014 | Чемпионат России             | Казань, Россия     | тройной прыжок | 6-е          | 16,09 м   |
| 2015 | Чемпионат России в помещении | Москва, Россия     | тройной прыжок | 1-е          | 16,94 м   |
| 2015 | Чемпионат Европы в помещении | Прага, Чехия       | тройной прыжок | 6-е          | 16,65 м   |